# Benedykt Musiał
Benedykt Musiał, ps. Karol (ur. 16 września 1915 w Broniewie, zm. 7 marca 2004 w Bydgoszczy) – podporucznik Armii Krajowej, w latach 1943–1945 dowódca Obwodu Wyrzysk AK, major Wojska Polskiego, doktor nauk rolniczych.

## Życiorys
Pochodził z rodziny rolniczej, był synem Władysława i Marianny z domu Mreła, którzy prowadzili przeszło 25-hektarowe gospodarstwo w Broniewie. Po ukończeniu szkoły powszechnej, uczęszczał do Państwowego Gimnazjum Humanistycznego w Nakle nad Notecią, w 1936 zdając maturę. Od września 1936 do września 1937 odbywał służbę wojskową w V Dywizyjnym Kursie Podchorążych Rezerwy przy 65 Starogardzkim pułku piechoty w Grudziądzu, uzyskując stopień plutonowego podchorążego rezerwy (specjalność: ciężkie karabiny maszynowe i moździerze). Po wyjściu z wojska przez rok pracował w gospodarstwie rodziców. Latem odbył sześć tygodni ćwiczeń wojskowych w Grudziądzu, po czym rozpoczął studia na Wydziale Rolniczo-Leśnym Uniwersytetu Poznańskiego. Naukę przerwał wybuch II wojny światowej.
W przededniu wojny zmobilizowany został do plutonu piechoty, brał udział w ubezpieczaniu grudziądzkiego mostu na Wiśle, a tuż przed rozpoczęciem działań wojennych skierowano go na linię planowanego frontu, jako zastępcę dowódcy ckm przy 1 kompanii I batalionu 65 Starogardzkiego pułku piechoty. Brał udział w walkach na linii Grudziądz–Brodnica, potem pod Łowiczem i w bitwie nad Bzurą. 19 września 1939 trafił pod Iłowem do niewoli razem z dowodzonym przez siebie plutonem. Był w obozie w Łomży, potem w Łodzi, skąd zbiegł do domu rodzinnego. Do marca 1941, kiedy wysiedlono rodziców, ponownie pracował w ich gospodarstwie, a potem jeszcze przez półtora roku pozostawał w Broniewie, pracując w gospodarstwie zaprzyjaźnionego Jana Kryszkiewicza. Dopiero wraz z wysiedleniem Kryszkiewicza opuścił Broniewo i trafił do Nakła nad Notecią, gdzie na podstawie skierowania Arbeitsamtu zatrudniono go w zarządzanej przez Niemca hurtowni artykułów spożywczych. Pracował tam do stycznia 1945.
Od lata 1942 działał w Armii Krajowej. Współpracował z organizującym struktury akowskie w powiecie Wyrzysk Stefanem Wosiem (pseud. Roman). Formalnie zaprzysiężony został 21 marca 1943 przez komendanta Rejonu Nakło Pawła Wrzeszcza (pseud. Aleksander). Niebawem mianowany został zastępcą Wrzeszcza, a w drugiej połowie 1943 zastępcą komendanta Obwodu Wyrzysk z siedzibą w Nakle. Pod koniec 1943 został dowódcą Obwodu, mianowany przez Zygmunta Szatkowskiego (pseud. Wiesław), komendanta Inspektoratu Armii Krajowej Bydgoszcz. Od marca 1944 Musiał współpracował blisko z następcą aresztowanego Szatkowskiego, Alojzym Suszkiem (pseud. Paweł). Pod jego kierunkiem ukształtowała się komendantura Obwodu, m.in. z udziałem Pawła Wrzeszcza, a także zorganizowana została służba kurierska i łącznościowa. Jako komendant Obwodu wzmocnił łączność z podległymi rejonami oraz zorganizował kontakty z Obwodami w Szubinie i Sępólnie. Powstało również zrzutowisko w Jadwiżynie (gmina Sadki). Działalność Obwodu Wyrzysk przyhamowały w marcu 1944 na około trzy miesiące aresztowania czołowych działaczy, jednak dzięki postawie aresztowanych nie doszło do dalszej dekonspiracji. W późniejszych miesiącach żołnierze Obwodu przygotowywali się do zadań Akcji „Burza”.
Po wkroczeniu Rosjan Musiał powrócił do Broniewa i ukrywał swoją konspiracyjną przyszłość; ujawnił się przez Komisją Likwidacyjną b. Armii Krajowej Okręgu Morskiego 24 października 1945. W 1946 wznowił studia w Poznaniu, uzyskując w grudniu 1948 dyplom magistra inżyniera nauk rolniczych. Przez kilka lat (do 1955) prowadził gospodarstwo w Kaźmierzewie, odziedziczone po dziadku. Od stycznia 1955 pracował zawodowo kolejno w zakładach Instytutu Zootechniki w Krakowie, zakładach doświadczalnych na powiat inowrocławski i grudziądzki, Wojewódzkiej Stacji Oceny Zwierząt w Bydgoszczy. W tej ostatniej instytucji był dyrektorem i stamtąd odszedł na emeryturę z końcem 1978. Od 1964 posiadał stopień doktora nauk rolniczych. Był członkiem organizacji branżowych – Stowarzyszenia Inżynierów i Techników Rolnictwa i Polskiego Towarzystwa Zootechnicznego.
Wiele czasu poświęcał działalności kombatanckiej. W latach 1974–1976 był prezesem Koła Związku Bojowników o Wolność i Demokrację w Osielsku koło Bydgoszczy, potem należał do Rady Stowarzyszenia Żołnierzy Armii Krajowej w Nakle i miejscowego koła Światowego Związku Żołnierzy Armii Krajowej. Utrzymywał współpracę z Fundacją „Archiwum Pomorskie Armii Krajowej” w Toruniu, opracował m.in. referat Wyrzyski Obwód Armii Krajowej, opublikowany w pracy Armia Krajowa na Pomorzu: materiały sesji naukowej w Toruniu w dniach 14–15 listopada 1992 r. (pod red. E. Zawackiej i M. Wojciechowskiego, Toruń 1993). Odznaczony został m.in. Srebrnym i Złotym Krzyżem Zasługi z Mieczami, Krzyżem Walecznych, Medalem Zwycięstwa i Wolności 1945, Krzyżem Armii Krajowej, medalem „Za Udział w Wojnie Obronnej 1939”, Odznaką Grunwaldzką, Medalem 30-lecia Polski Ludowej, Krzyżem Kawalerskim i Oficerskim Orderu Odrodzenia Polski. Stopień majora Wojska Polskiego otrzymał 11 lipca 2002.
Od 9 czerwca 1945 żoną jego była Elżbieta Izabela Koczorowska; mieli czworo dzieci – dwóch synów i dwie córki. Krewnym Musiała był Bernard Bzdawka (pseud. Siekiera, Płotka), cichociemny. Benedykt Musiał zmarł 7 marca 2004 w Bydgoszczy, po długiej i ciężkiej chorobie, i został pochowany na cmentarzu rodziny Koczorowskich przy kościele w Orlu w powiecie nakielskim.